# Tornareccio
Tornareccio är en ort och kommun i provinsen Chieti i regionen Abruzzo i Italien. Kommunen hade 1 753 invånare (2018).